# New York Red Bulls II
New York Red Bulls II, é um clube de futebol da cidade de Montclair, Nova Jérsei. A equipe é uma subdivisão do New York Red Bulls.

## História
A equipe foi fundada no dia 21 de janeiro de 2015, quando o New York Red Bulls comprou o direito de uma franquia de uma equipe na USL, assim como fizeram outras equipes da Major League Soccer.
Sua primeira temporada foi em 2015, quando conseguiu chegar as semifinais da competição. Em 2016 a equipe venceu sua maior conquista até agora, o título da United Soccer League.